# Соколник
Соколник е село в Североизточна България. То се намира в община Добричка, област Добрич.

## География и население
Много хубаво и тихо селце, в което постоянно пребивават около 10 души. Жителите в село Соколник са предимно от турски произход.

## История
През Османския период, след Освобождението и през периода на румънско господство над Добруджа от 1919 до 1940 година селото се нарича Шахинлар. Днешното си име селото получава със заповед на МЗ № 2191/обн. 27 юни 1942 г.
През социалистическия период от 1949 до 1956 г. в толбухинското село функционира ТКЗС „Девети септември”.

## Население
Преброяване на населението през 2011 г.
Численост и дял на етническите групи според преброяването на населението през 2011 г.:
|                     | Численост | Дял (в %) |
| Общо                | 26        | 100,00    |
| Българи             | 8         | 30,76     |
| Турци               | 14        | 53,84     |
| Цигани              | 0         | 0,00      |
| Други               | 0         | 0,00      |
| Не се самоопределят | 4         | 15,38     |
| Неотговорили        | 0         | 0,00      |